# كاميلو سيبالوس
كاميلو سيبالوس (بالإسبانية: Camilo Ceballos) هو لاعب كرة قدم كولومبي في مركز الدفاع، ولد في 15 يوليو 1984 في أبارتادو في كولومبيا. لعب مع أتلتيكو جونيور وأونس كالداس وديبورتيفو كالي وريونيغرو أغيلاس.

## وصلات خارجية
- كاميلو سيبالوس على موقع قاعدة بيانات كرة القدم.إي يو (الإنجليزية)
- كاميلو سيبالوس على موقع Soccerway.com (الإنجليزية)
- كاميلو سيبالوس على موقع AS.com (الإسبانية)